# 茹瑺
茹 瑺（じょ じょう、生年不詳 - 1409年）は、明代の官僚。本貫は衡州衡山県。

## 生涯
洪武年間、監生から承勅郎に任じられ、通政使に転じた。洪武23年（1390年）、右副都御史に任じられた。11月、兵部尚書として試用された。洪武24年（1391年）11月、正式に兵部尚書となった。洪武25年（1392年）12月、太子少保の位を加えられた。洪武31年（1398年）9月、建文帝により吏部尚書に任じられた。黄子澄と合わず、刑部尚書の暴昭によって不正に財産を蔵匿した罪を問われた。12月、掌河南布政使司事として出向した。建文元年（1399年）11月、南京に召還されて再び兵部尚書となった。
建文4年（1402年）6月、燕王朱棣の兵が龍潭に達すると、建文帝は茹瑺と曹国公李景隆・都督同知王佐を派遣して燕軍と講和を協議させることにした。茹瑺らは朱棣に平伏し、土地を割譲する条件での講和を求めたが、朱棣は一蹴した。
燕王朱棣が南京に入ると、茹瑺は召し出された。茹瑺は朱棣の皇帝即位勧進の先頭に立った。7月に永楽帝（朱棣）が即位すると、茹瑺は李景隆・王佐・陳瑄らとともに推戴の功績を認められた。9月、茹瑺は忠誠伯に封じられ、奉天翊運守正文臣の号を加えられた。そのまま兵部尚書・太子少保をつとめた。子の茹鑑が秦王朱樉の娘の長安郡主の儀賓（夫）に選ばれると、茹瑺は郡主の府第の造営に出張した。
茹瑺は朝廷に帰還すると、趙王朱高燧を送らなかった罪に問われて、郷里に帰された。ほどなく家人に訴えられて、逮捕されて上京した。釈放されて故郷に帰った。長沙を通り過ぎたとき、谷王朱橞に面会を求めず、谷王がこのことを永楽帝に報告した。谷王は靖難の変のときに金川門を開いた功績があって、永楽帝も谷王の意向を尊重せざるをえなかった。永楽7年（1409年）2月、祖制に違反していると陳瑛に弾劾され、茹瑺は逮捕されて、錦衣衛の獄に下された。茹瑺は逃れられないと知って、子の茹銓に命じて毒薬を購入させ、自ら服毒して死去した。著書に『忠誠伯詩集』1巻があった。

## 子女
- 茹銓（父を毒殺したと法司に弾劾されたが、父の命を受けたものとして一死を減刑され、兄弟家族27人とともに慶遠府河池県に流されて一兵士に落とされた。永楽22年（1424年）、洪熙帝が即位すると、釈放されて故郷に帰った）
- 茹鑑（秦王府長安郡主の夫）